# دیانکونگوسور
دیانکونگوسور (نام علمی: Dianchungosaurus) نام یک سرده از رده خزندگان است.